# متلازمة الصدمة التسممية
متلازمة الصدمة التسممية (بالإنجليزية:  Toxic shock syndrome)‏ مرض قد يكون مميتًا نابع من ذيفانات جرثومية تفرزها البكتريا العنقودية الذهبية والعنقودية القيحية. 

إذا تلقى المريض العلاج الملائم عادة ما يتعافى بعد أسبوعين حتى ثلاثة، ولكن من الجدير بالذكر أن المرض ممكن أن يكون أحيانًا مميتًا خلال بضع ساعات فقط.
من أسباب تلك المتلازمة هو إنتاج البكتريا العنقودية الذهبية لبعض الانزيمات والسميات منها TSST1.

## علامات وأعراض
تختلف أعراض متلازمة الصدمة التسممية باختلاف السبب الكامن من ورائها. متلازمة الصدمة التسممية الناجمة من الإصابة ببكتيريا المكورات العنقودية الذهبية تتجلّى عادة عند الأفراد الأصحاء مع حمى مرتفعة، يرافقه انخفاض ضغط الدم، الشعور بالتوعُّك والارتباك، والذي يمكن أن تتطور بشكل سريع إلى ذهول، غيبوبة، وفشل العديد من أجهزة الجسم. الطفح الجلدي المميّز، والذي غالبًا ما يتم رؤيته في مرحلة مبكّرة من المرض، يشبه حروق الشمس، ويمكن أن يكون واسع الانتشار وقد يظهر في أي منطقة من الجسم، بما في ذلك الشفاه والفم والعينين والراحتين والأخمصين. في المرضى الذين ينجون من المرحلة الأولى من العدوى، يتقشّر أو ينسلخ الطفح الجلدي بصورة رقاقات كبيرة خاصة في كفوف اليدين وأخمص القدمين بعد 10-14 يومًا.

## العلاج
إن شدة هذا المرض غالباً ما تتضمّن دخول المستشفى. دخول وحدة العناية المركزة هو في معظم الأحيان ضروري لتوفير العناية اللازمة (للتحكم بالسوائل، التهوئة، علاج استبدال الكلى والدعم مؤثر في التقلص العضلي) ولا سيما في حال فشل العديد من أجهزة الجسم. يجب التخلص من مصدر الإصابة أو تصريفها إذا أمكن. يجب التخلص من الخراجات. أي شخص يرتدي حشا عليه إزالته فور ظهور الأعراض. النتائج تكون أضعف عند الأشخاص الذين لم تتم إزالة مصدر الإصابة لديهم.

## علم الأوبئة
متلازمة الصدمة التسممية بالعنقوديات نادرة وعدد الحالات المبلّغ عنها قد انخفض بشكل ملحوظ منذ عام 1980. يحدّد باتريك شليفيرت الذي نشر دراسة عن ذلك في عام 2004، حالات الإصابة من 3-4 بين 100000 شخص سنوياً، والمعلومات المقدمة من قبل الشركات المصنعة للمنتجات الصحية مثل Tampax و Stayfree ترفع النسبة من 1 إلى 17 بين كل 100000 شخص سنوياً.